# Загорицко спомагателно дружество „Мир“
Загорицко спомагателно дружество „Мир“ е неполитическа организация на македонски българи, бежанци от костурското село Загоричани в Торонто, Канада.
През 1907 година жители на Загоричани основават дружеството, чиято цел е подпомагането на преселените в Северна Америка жители на селото при болест, смърт и безработица. Официално то е основано на 15 декември 1918 година.